# Panaqolus
Panaqolus is een geslacht van straalvinnige vissen uit de familie van de harnasmeervallen (Loricariidae).

## Soorten
- Panaqolus albomaculatus (Kanazawa, 1958)
- Panaqolus changae (Chockley & Armbruster, 2002)
- Panaqolus dentex (Günther, 1868)
- Panaqolus gnomus (Schaefer & Stewart, 1993)
- Panaqolus koko Fisch-Muller & Covain, 2012
- Panaqolus maccus (Schaefer & Stewart, 1993)
- Panaqolus nocturnus (Schaefer & Stewart, 1993)
- Panaqolus purusiensis (La Monte, 1935)